# Richard Onslow, 1. baron Onslow
Richard Onslow, 1. baron Onslow (Richard Onslow, 1st Baron Onslow, 2nd Baronet Onslow of West Clandon) (23. června 1654 – 5. prosince 1717) byl anglický politik ze starobylého šlechtického rodu Onslow. Za stranu whigů byl dlouholetým poslancem, v letech 1708–1710 předsedou Dolní sněmovny a 1714–1715 ministrem financí. Krátce před smrtí byl povýšen do šlechtického stavu a stal se členem Sněmovny lordů (1716).

## Životopis
Pocházel ze starobylého šlechtického rodu připomínaného od 12. století, byl starším synem dlouholetého poslance Sira Arthura Onslowa (1622–1688), po matce byl vnukem londýnského starosty Sira Thomase Foota. Studoval v Oxfordu a původně působil jako právník. V letech 1679–1681, 1685–1687 a 1689–1715 byl členem Dolní sněmovny za stranu whigů, na půdě parlamentu ale začal aktivně vystupovat až po Slavné revoluci. Mezitím po otci zdědil titul baroneta a statky v hrabství Surrey, kde se angažoval v místní samosprávě. V letech 1690–1693 byl lordem admirality a v letech 1708–1710 předsedou Dolní sněmovny (na tuto funkci kandidoval již v roce 1701, tehdy jej ale porazil R. Harley). Od roku 1710 byl členem Tajné rady a v letech 1713–1715 užíval čestný titul služebně nejstaršího poslance (Father of Commons). Po smrti královny Anny podpořil nástup hannoverské dynastie a v letech 1714–1715 byl ministrem financí (lord kancléř pokladu). V roce 1716 byl povýšen na barona a vstoupil do Sněmovny lordů. Krátce před smrtí převzal také funkci lorda-místodržitele v hrabství Surrey, kterou pak jeho potomci zastávali sto let. Díky svým osobním vlastnostem byl všeobecně neoblíben, výhrady k němu měli i kolegové ze strany whigů.
V roce 1676 se oženil s Elizabeth Tulse (1660–1718), dcerou londýnského starosty Henryho Tulse. Syn Thomas (1679–1740) byl dědicem baronského titulu a iniciátorem přestavby hlavního rodového sídla Clandon Park House.